# Nuno-Miguel Wong
Nuno-Miguel Wong (geboren in Portugal) ist ein deutsch-portugiesischer Drehbuchautor, Musikvideo- und Werbe-Regisseur sowie Kameramann.

## Leben
Nuno-Miguel Wong wuchs in Lissabon und Peking auf. Danach zog die Familie nach München. Er studierte an der Akademie der Bildenden Künste München bei Konzeptkünstler Olaf Nicolai und schloss als Meisterschüler mit einem Diplom ab. Seine multimedialen Arbeiten zeigte er in der Galerie Eigen+Art, in der Hayward Gallery oder auch beim Bayerischen Rundfunk. Anschließend drehte er, basierend auf seinen Jugenderfahrungen, den vom FilmFernsehFonds Bayern geförderten Mafia-Spielfilm Tarantella, gespielt von Nino Böhlau, Denis Ölmez, Alexandra Fonsatti, Yasin Boynuince, Roberto Guerra, der 2021 auf Amazon Prime veröffentlicht wurde. Der Kurz-Dokumentarfilm Desired Child, bei dem er als Produzent und Kameramann fungierte, wurde ebenfalls 2021 beim Tallinn Black Nights Film Festival gezeigt.

### Musikvideo
Als er den „Black Lives Matter“-Aktivisten Jiréh Emanuel kennengelernt hatte, drehte er das Musikvideo für seine „N-Wort Stoppen“-Kampagne, das auf Instagram veröffentlicht und vielfach verbreitet wurde, u. a. von Jan Delay, Maximilian Mundt. Im Laufe der Kampagne verbannte München als erste Großstadt das N-Wort, nachdem sich der Stadtrat dafür ausgesprochen hatte. Für Alphonso Davies Rap-Crew Stugang konzeptionierte er das Musikvideo zu dem Titel „Nur Weil“.

### Auszeichnungen
Er gewann mit den Filmen Reclaim the Streets und Family House Preise beim Spotlight-Festival.